# 德氏光鰓魚
德氏光鰓魚（學名：Chromis degruyi），又稱德氏光鰓雀鯛，是輻鰭魚綱鱸形目雀鯛科光鰓魚屬的其中一種，分布於西太平洋帛琉海域，深度81至120公尺，本魚體呈卵圓形且側扁，成魚的顏色是暗黃褐色，體側具有9條細的淡紫色-灰色斑紋，在胸鰭基底有一黑色斑點，背鰭硬棘13-14枚、背鰭軟條11-12枚、臀鰭硬棘2枚、臀鰭軟條11-12枚，體長可達8.2公分，棲息在礁石區，成小群活動，以浮游生物為食，繁殖期時成對出現，雄魚會守護卵直到孵化，生活習性不明。